# 吉見 (津山市)
吉見（よしみ）は岡山県津山市にある地名。郵便番号は708-1105。

## 地理
加茂川の西、旧・神庭村及び現・神庭地区の北端、に位置する。津山市において平成の大合併前の五十音順で最後の地名。現在は最後は領家。なお、一番目は同じ神庭地区の綾部で、神庭地区全2地名が最初と最後だった。現在は、阿波が一番目。現在、綾部、吉見はそれぞれ2番目、最後から2番目となっている。

### 河川
- 加茂川

## 歴史

### 沿革
- 1655年 - 吉見村が吉見村八代分（八代村）を分村。
- 1872年 - 吉見村が吉見村八代分（八代村）を編入。
- 1889年6月1日 - 町村制施行に伴い、東北条郡吉見村が同郡綾部村、草加部村と合併し、神庭村となる。吉見村は大字吉見となる。
- 1900年4月1日 - 東北条郡が東南条郡、西西条郡、西北条郡と合併し、苫田郡となる。
- 1954年7月1日 - 神庭村が 周辺の9村とともに津山市へ編入される。

## 世帯数と人口
2021年（令和3年）1月1日現在の世帯数と人口は以下の通りである。
| 町丁 | 世帯数 | 人口  |
| ---- | ------ | ----- |
| 吉見 | 82世帯 | 193人 |

## 小・中学校の学区
市立小・中学校に通う場合、学区は以下の通りとなる。
| 番地 | 小学校             | 中学校               |
| ---- | ------------------ | -------------------- |
| 全域 | 津山市立清泉小学校 | 津山市立津山東中学校 |

## 交通
国道・県道は走っていない。

## 施設
- 八代公会堂
- 吉見神社